# ستيفن لورنس
ستيفن لورنس (بالإنجليزية: Stephen Laurence)‏ هو فيلسوف بريطاني، ولد في القرن العشرين.